# Ordu (település)
Ordu város Törökországban, Ordu tartományban, a Fekete-tenger partján. Giresun 49 kilométeres távolságban fekszik.
Ordu tájképét a Canik-hegység határozza meg. Mogyorót termelnek Orduban, a mellette lévő Giresun város pedig körtéjéről híres. Az ókori Görögország részeként már településként jegyezték a hellenisztikus korban. Kikötőjét csak a 19. században kezdték építeni.

## Külső hivatkozások
- Ordu városa (Törökország)